# Sottovuoto: d-VERSION
Sottovuoto: d-VERSION è un EP del gruppo musicale italiano Dari contenente sei inediti oltre che versioni rivisitate e remixate dei successi del gruppo aostano e il singolo Non pensavo, realizzato in duetto con Max Pezzali.
L'album è disponibile anche in una versione speciale, in doppio cd, con Sottovuoto generazionale rimasterizzato per l'occasione.
Rock'n'Roll Robot è una cover di Alberto Camerini.

## Tracce
1. D-verso: Non pensavo (Dari + Max Pezzali Version) 4'20"
2. D-verso: Cercasi AAAmore (D-Mix) 3'09"
3. D-verso: Casa casa mia (Dance Folk Mix) 3'35"
4. D-verso: Lei al centro % (D-Mix) 3'55"
5. D-verso: È vero (Album Mix) 3'24"
6. D-verso: Hey Giò (Radio Mix) 3'17"
7. D-nuovo: Pensieri migliori (Torino Underground Mix) 3'31"
8. D-nuovo: Diventa come un fiore (Dj's From Mars RMX) 4'19"
9. D-live: Rock'n'Roll Robot (Live @ Colosseo, Torino) 3'37"
10. D-live: Play and stop (Live @ Colosseo, Torino) 4'09"
11. D-nuovo: Wale (Lo que wale) (Versione spagnola di Wale (Tanto Wale)) 3'11"

## Formazione
- Dario Pirovano – voce, chitarra, vocoder
- Fabio Cuffari – basso, cori
- Andrea Cadioli – tastiera, sintetizzatore
- Daniel Fasano – batteria

## Classifiche
| Classifica (2009) | Posizione | Settimane in classifica |
| ----------------- | --------- | ----------------------- |
| Italia            | 33        | 16                      |